# Cantone di Orthez et Terres des Gaves et du Sel
Il cantone di Orthez et Terres des Gaves et du Sel è una divisione amministrativa dell'arrondissement di Oloron-Sainte-Marie e dell'arrondissement di Pau.
È stato costituito a seguito della riforma approvata con decreto del 25 febbraio 2014, che ha avuto attuazione dopo le elezioni dipartimentali del 2015.

## Composizione
Comprende i seguenti 40 comuni:
- Abitain
- Andrein
- Athos-Aspis
- Auterrive
- Autevielle-Saint-Martin-Bideren
- Baigts-de-Béarn
- Barraute-Camu
- Bellocq
- Bérenx
- Burgaronne
- Carresse-Cassaber
- Castagnède
- Castetbon
- Escos
- Espiute
- Guinarthe-Parenties
- L'Hôpital-d'Orion
- Laàs
- Labastide-Villefranche
- Lahontan
- Lanneplaà
- Léren
- Montfort
- Narp
- Oraàs
- Orion
- Orriule
- Orthez
- Ossenx
- Puyoô
- Ramous
- Saint-Boès
- Saint-Dos
- Saint-Girons-en-Béarn
- Saint-Gladie-Arrive-Munein
- Saint-Pé-de-Léren
- Salies-de-Béarn
- Salles-Mongiscard
- Sauveterre-de-Béarn
- Tabaille-Usquain